# Penstemon laetus
Penstemon laetus är en grobladsväxtart som beskrevs av Samuel Frederick Gray. Penstemon laetus ingår i släktet penstemoner, och familjen grobladsväxter.

## Underarter
Arten delas in i följande underarter:
- P. l. laetus
- P. l. leptosepalus
- P. l. sagittatus